# Ondřejovsko
Ondřejovsko je přírodní památka severozápadně od obce Vlčková v okrese Zlín. Oblast spravuje Krajský úřad Zlínského kraje.

## Předmět ochrany
Důvodem ochrany jsou skalnaté svahy s porostem buku (Fagus), klenu (Acer pseudoplatanus) a jilmu (Ulmus).